# Melanguina bimaculata
Melanguina bimaculata är en insektsart som beskrevs av Young 1986. Melanguina bimaculata ingår i släktet Melanguina och familjen dvärgstritar. Inga underarter finns listade i Catalogue of Life.